# Świetlik maleńki
Świetlik maleńki (Euphrasia minima Jacq. ex DC.) – gatunek rośliny należący do rodziny zarazowatych. Roślina pasożytnicza, zaliczana do półpasożytów, zdolna do przeprowadzania fotosyntezy. W Polsce jest gatunkiem bardzo rzadkim; rośnie tylko w Sudetach.

## Morfologia
PokrójRoślina dorastająca od 2 do 15 cm wysokości.
KwiatyOk. 5 mm długości, pojedyncze w kątach liści.
ŁodygaZwykle nierozgałęziona, czerwonobrązowa.

## Biologia i ekologia
Roślina jednoroczna. Jest półpasożytem, na wyżej położonych terenach może obyć się bez żywiciela. Rośnie na murawach, pastwiskach - na kwaśnych, próchnicznych glebach na wysokości od 1200 do 3200 m n.p.m. Kwitnie od lipca do września. Gatunek charakterystyczny klasy Juncetea trifidi.

## Ochrona
Roślina umieszczona na Czerwonej liście roślin i grzybów Polski (2006) w grupie gatunków rzadkich (kategoria zagrożenia R).